# 樋口勘次郎

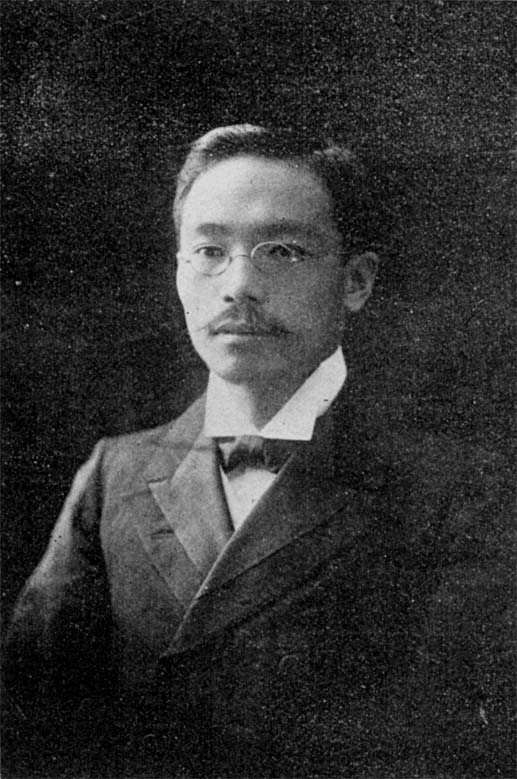
樋口勘次郎

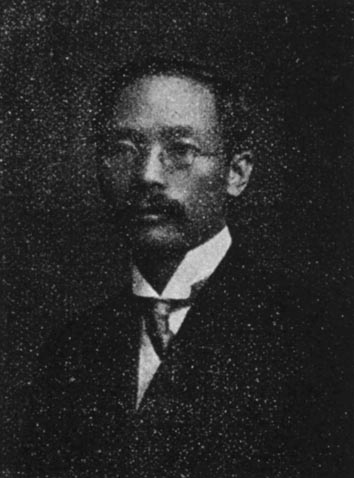
樋口勘次郎

樋口 勘次郎（ひぐち かんじろう、明治4年11月27日（1872年1月7日） - 大正6年（1917年）12月13日）は、日本の教育学者。号は蘭林。

## 経歴
長野県諏訪郡富士見村（現在の富士見町）出身。1887年（明治20年）、長野県師範学校に入り、卒業後は東筑摩郡で小学校訓導を務めた。1894年（明治27年）、東京高等師範学校文学科を卒業し、同訓導・助教諭となった。附属小学校主事補助を経て、1899年（明治32年）に東京高等師範学校教諭となる。1900年（明治33年）から1903年（明治36年）までイギリス・ドイツ・フランスに留学した。
帰国後に東京高等師範学校教授になるが、1904年（明治37年）に辞して、早稲田大学講師となった。さらに「報知新聞」論説記者、雑誌「新教育」「帝国教育」の主筆などを務めた。その他、帝国教育会主事、大日本平和協会幹事、大日本教育団幹事、教育教授研究会幹事、教育雑誌記者会幹事、奨学貯金銀行相談役、文明通信社社長、教育殖産株式会社専務取締役などを務めた。
洋行前はヘルバルト理論の画一化を批判し、フランシス・ウェーランド・パーカー(en)に基づく『統合主義新教授法』を著し、洋行後は『国家社会主義新教育学』を著して「社会的教育学」を広めた。

## 著書
- 『統合主義新教授法』（同文館、1899年）
- 『社会教科の教材及教授法』（同文館、1904年）
- 『国家社会主義新教育学』（同文館、1904年）
- 『小学校管理法』（金港堂、1904年）
- 『尋常小学話方綴方教授書』（金港堂、1904年）
- 『露国征伐 日本魂雄』（同文館、1905年）
- 『国家社会主義教育学本論』（同文館、1906年）
- 『教育新史』（金港堂、1907年）
- 『家庭小説 小さなハート』（水野書店、1907年）
- 『社会現象に結び附けたる日本教育活論』（育成会、1908年）
- 『教育勅語の御精神』（金港堂、1908年）
- 『家庭百話』（金港堂、1908年）
- 『少年衛生打明け話』（弘道館、1912年）
- 『少女衛生打明け話』（弘道館、1912年）